# Guilt Machine
Guilt Machine é um projeto musical fundado pelo músico holandês Arjen Anthony Lucassen, dono de outros projetos como Star One, Ayreon e Ambeon. O projeto foi anunciado no começo de 2009, e lançou seu primeiro álbum em agosto do mesmo ano: On This Perfect Day.

## História

### Fundação e preparação
Em fevereiro de 2009, Arjen anunciou no seu site que ele iria trabalhar num novo projeto paralelo, Guilt Machine. O projeto tem uma formação bem limitada, se comparada aos projetos de Arjen: Arjen Lucassen nos instrumentos e vocais de apoio, Jasper Steverlinck (da banda Arid) nos vocais, Chris Maitland (ex-Porcupine Tree) na bateria e Lori Linstruth (ex-Stream of Passion) na guitarra solo.
Em 9 de março, Arjen anunciou que fãs poderiam enviar material gravado por eles para ser possivelmente incluso no novo álbum. O material deveria ser enviado na forma de uma pequena mensagem de áudio contendo os pensamentos da pessoa na sua língua materna, com uma tradução para o inglês. As gravações seriam aceitas até o dia 15 do mesmo mês.
Recentemente, Arjen assinou um contrato com a gravadora Mascot Records.
Junto com o anúncio do contrato no seu site oficial, Arjen relatou ter recebido mais de 200 gravações de fãs, e que apenas 19 poderiam ser utilizadas no álbum. Os idiomas variam de chinês a tagalo e francês a russo. Para que outras mensagens não fossem desperdiçadas, uma faixa bônus instrumental de mais de 8 minutos será criada para o álbum, contendo quantas gravações forem possíveis, embora ainda assim haverá material inutilizado.

## Estilo
Segundo Arjen, a música será variada, de "sombria e pesada para atmosférica e melancólica". Sobre o conceito, ele disse que ao invés dos temas de fantasia e ficção científica, Guilt Machine explorará "a psicologia destrutiva da culpa, do lamento e da mais sombria forma dos segredos - os segredos que escondemos de nós mesmos". Apesar das diferenças, as canções continuarão sendo épicas e longas, com os contrastes entre passagens pesadas, calmas e poderosas característicos dos álbuns de Ayreon.
Embora Jasper e sua banda Arid sejam do estilo rock alternativo, ele foi convencido por Arjen a trabalhar neste projeto de metal progressivo. Arjen afirmou:
"No começo, foi difícil convencer Jasper a cantar nesse álbum, pois ele vem de um passado musical completamente diferente. Ele nem sabia o que era progressivo, mas nós o convencemos! O quê eu admiro na voz de Jasper, além do timbre limpo e belo, é a emoção e a credibilidade que ele coloca nas suas performances e o enorme alcance. Como esse projeto possui apenas um cantor, eu precisava de alguém versátil o bastante para retratar todas essas emoções diferentes, e Jasper não decepcionou. E ele é também um cara muito legal e dedicado!"
Em vez de trabalhar com Ed Warby, o baterista que tocou na maioria dos álbuns de Ayreon, Arjen escolheu Chris Maitland, que, de acordo com o músico, "foi a escolha ideal desta vez, tendo ambos o poder para as passagens pesadas e o toque sutil necessário nas partes mais atmosféricas".
Lori Linstruth, a guitarrista solo e empresária de Arjen, agradou-o com suas letras:
"Primeiramente eu pedi à minha parceira e empresária pessoal Lori que escrevesse rapidamente algumas letras básicas para uma das canções para que eu pudesse gravar alguns vocais base. Eu fiquei tão impressionado com o quê ela produziu que eu a pedi que escrevesse as letras para todas as músicas. Eu mesmo era incapaz de criar o tipo de letra sombriamente enigmática e aberta que eu queria para essas canções, já que minhas especialidades são letras de ficção científica sobre aliens sinistros. Ela definitivamente deu às músicas uma dimensão extra com suas letras, exorcizando os demônios que nós dois encaramos nos últimos anos. Também não é segredo que eu sempre fui um grande fã do seu estilo melódico de guitarra, então ela também toca todos os solos de guitarra nesse álbum."

## Formação
- Arjen Anthony Lucassen - Instrumentos, vocais de apoio
- Jasper Steverlinck (do Arid) - Vocais
- Chris Maitland (ex-Porcupine Tree) - Bateria
- Lori Linstruth (ex-Stream of Passion) - Guitarra solo, letras

## Discografia
- On This Perfect Day (2009)